# Ellen Wright Blackwell
Ellen Wright Blackwell (Northampton, 7 de outubro de 1864 — Portsmouth, 24 de fevereiro de 1952) foi uma botânica e escritora inglesa.